# Нытва
Ны́тва (от коми ныт — зелёная, ва — вода) — город в Пермском крае, административный центр Нытвенского района и Нытвенского городского округа.
Распоряжением Правительства РФ от 29 июля 2014 года № 1398-р «Об утверждении перечня моногородов» Нытвенское городское поселение включено в категорию моногородов с наиболее сложным социально-экономическим положением.

## География
Площадь города составляет 25,3 км². Город расположен в низовьях реки Нытва, на берегах Нытвенского пруда, в 50 км к западу от Перми и в 29 км к юго-западу от Краснокамска. Отдалённый городской посёлок Усть-Нытва находится на берегу Камы. В городе также протекают (впадают в пруд) реки Гаревая, Бартевка, Фарутка. К городу примыкают деревни Нижняя Гаревая (на западе), Белобородово и Оськино (на севере). Нытва делится на 4 части: Центр, Проспект, Юбилейный и Мазуевку.
К городу ведёт подъездная дорога от проходящей недалеко на севере автодороги М7 (участок Елабуга — Ижевск — Пермь), на восток отходит автодорога к посёлкуУральский и пгт Новоильинскому.
Имеется ж.-д. ветка от станции Чайковская (линия Киров — Пермь).

### Климат
Преобладает умеренно континентальный климат.
Июль — самый тёплый месяц в году со средней температурой +20 ° C. Январь самый холодный месяц в году со средней температурой −14.8 ° C.
Среднегодовое количество осадков — 645 мм.

## История
В писцовой книге за 1623 год упоминается деревня Нытва в устье реки Нытвы, где стояло три двора. Первое упоминание о деревне на месте современного города относится к 1647 году. В переписи Соликамского и Чердынского воеводы описаны жители пяти дворов.
В 1756 году построен Нытвенский медеплавильный завод. Его основательницей считается Мария Артемьевна Строганова. При строительстве завода был создан пруд на реке. К концу 1780-х завод стал железоделательным и прокатным. На Усть-Нытве была построена пристань и судоверфь, на заводе начали изготовлять якоря и молоты.
Административно входила в состав Оханского уезда.
В 1913 году проложена железная дорога.
В 1928 году Нытва получила статус рабочего посёлка. Статус города с 19 июня 1942 года.

## Население
| 1931    | 1959    | 1967    | 1970    | 1979    | 1989    | 1992    | 1996    | 1998    |
| ------- | ------- | ------- | ------- | ------- | ------- | ------- | ------- | ------- |
| 4700    | ↗19 185 | ↘19 000 | ↘17 491 | ↘16 890 | ↗21 861 | ↗23 100 | ↘22 900 | ↗23 100 |
| 2000    | 2001    | 2002    | 2003    | 2005    | 2006    | 2007    | 2008    | 2009    |
| ↘22 900 | ↘22 800 | ↘20 660 | ↗20 700 | →20 700 | ↘20 600 | ↘20 400 | ↗20 500 | ↗20 550 |
| 2010    | 2011    | 2012    | 2013    | 2014    | 2015    | 2016    | 2017    | 2018    |
| ↘19 041 | ↘19 000 | ↘18 960 | ↘18 881 | ↘18 846 | ↗18 878 | ↘18 863 | ↘18 804 | ↘18 608 |
| 2019    | 2020    | 2021    | 2023    |         |         |         |         |         |
| ↘18 366 | ↘18 115 | ↘16 675 | ↘16 463 |         |         |         |         |         |

На 1 января 2025 года по численности населения город находился на 742-м месте из 1124 городов Российской Федерации.

## Экономика
- Нытвенский металлургический завод.
- Молочный завод, мясокомбинат.

## Достопримечательности
- Нытвенский пруд;
- Храм во имя Всех Святых;
- Нытвенский музей ложки;
- Памятник реке Нытве;
- Стела «Я люблю Нытву»
- Памятник воину-освободителю;
- Братская могила советских воинов;
- Памятник Аквалангистам;
- Дубовая роща.

## Люди, связанные с Нытвой
- Александр Васильевич Оборин — Герой Советского Союза